# Шпајхинген
Шпајхинген (њем. Spaichingen) град је у њемачкој савезној држави Баден-Виртемберг. Једно је од 34 општинска средишта округа Тутлинген. Према процјени из 2010. у граду је живјело 12.411 становника. Посједује регионалну шифру (AGS) 8327046.

## Географски и демографски подаци
Шпајхинген се налази у савезној држави Баден-Виртемберг у округу Тутлинген. Град се налази на надморској висини од 662 метра. Површина општине износи 18,5 km². У самом граду је, према процјени из 2010. године, живјело 12.411 становника. Просјечна густина становништва износи 671 становника/km².

## Међународна сарадња
| Мјесто | Држава    | Врста сарадње | Од    |
| ------ | --------- | ------------- | ----- |
|        | Француска | партнерство   | 1970. |
| Извор  |           |               |       |